# 大津友美
大津 友美（おおつ ともみ）は、日本の言語学者。専門は、日本語教育学、談話分析。
東京外国語大学国際日本学研究院准教授。博士（文学）。

## 略歴
2005年3月、名古屋大学大学院国際言語文化研究科日本言語文化専攻博士後期課程単位取得退学。2006年3月、博士（文学）の学位を取得。
2008年4月、東京外国語大学留学生日本語教育センター助教、同年10月より講師、2014年4月より准教授、2015年4月より現職。

## 研究業績
- 「異文化間会話における相手の会話行動への評価　−日本人学生とオーストラリア人留学生の雑談の場合−」『言語文化論集』第29巻第1号　3－13　名古屋大学大学院国際言語文化研究科　2007年11月
- 「会話における冗談のコミュニケーション特徴－スタイルシフトによる冗談の場合－」『社会言語科学』　第10巻第1号　45－55　社会言語科学会　2007年9月
- 「親しい友人同士の雑談におけるナラティブ－創作ダイアログによるドラマ作りに注目して－」『社会言語科学』　第8巻第1号　194−204　社会言語科学会　2005年9月

| スタブアイコン | サブスタブ | この項目は、まだ閲覧者の調べものの参照としては役立たない、人物に関連した書きかけの項目です。この項目を加筆・訂正などしてくださる協力者を求めています（P:人物伝/PJ:人物伝）。 |